# Gare de Oued Fodda
La gare de Oued Fodda, est une gare ferroviaire algérienne, située sur le territoire de la commune de Oued Fodda, dans la wilaya de Chlef.

## Situation ferroviaire
La gare se situe sur la ligne d'Alger à Oran, où elle est précédée de la gare de Bir Safsaf et suivie de celle de Oum Drou.

## Service des voyageurs

### Desserte
La gare de Oued Fodda est desservie par :
- les trains grandes lignes de la liaison  Alger - Oran[1] ;
- les trains régionaux des liaisons :
  - Alger - Chlef[2] ;
  - Chlef - Khemis Miliana[3].